# Siège de Bilbéis
Conquête musulmane de l'Égypte
Batailles
Siège de Péluse - Bataille de Heliopolis - Siège de la Forteresse de Babylone - Siège d'Alexandrie
Le siège de Bilbéis (640) est un affrontement entre les forces du Califat Rachidun aidés par des Bédouins du Sinaï, sous le commandement de Amr ibn al-As, et celles de l'Empire byzantin sous le commandement d'Aretion et de Cyrus de Phase. Ce siège s'inscrit dans le contexte de l'invasion musulmane de l'Égypte et est subséquent au siège de Péluse

## Déroulement

### Bataille
Après le siège de Péluse victorieux pour le Califat Rachidun, Amr ibn al-As s'est dirigé en direction de la forteresse de Bilbéis, où les premiers signes concrets d'une résistance romaine préparées sont apparus, sous le commandement d'Aretion, l'ancien gouverneur de Jérusalem et de Cyrus de Phase, ayant déserté Péluse durant son siège,.
Lors de la rencontre, entre, Aretion, Cyrus de Phase et Amr ibn al-As, celui-ci leur présenta les conditions arabes traditionnelles : se convertir à l'Islam, payer la Jizyah (taxe) ou se préparer à combattre. La requête d'un délai de réflexion a été accordée initialement de trois jours, suivie de deux jours supplémentaires demandés. Après cinq jours ; Aretion décide de se préparer au combat, refusant la conversion à l'Islam ou le paiement de la Jizyah au Califat Rachidun, à l'inverse de Cyrus de Phase décidant d'aller se réfugier à la forteresse de Babylone,.
Peu de temps après le choix d'Aretion de se battre, celui-ci lança une embuscade nocturne contre le camp musulman, qui se conclura sur une large défaite des troupes byzantines, et où, en plus Aretion mourra,.

### Siège
Suivant cette bataille terrible pour les Byzantins, la garnison, retranchée derrière les murs, a continué de résister tout au long du mois de mars 640 malgré les tentatives d'Amr ibn al-As de persuader les habitants locaux de soutenir les Arabes et de rendre la ville en s'appuyant sur des liens historiques,.
Après un mois de combats de cette nature en repoussant les assauts, refusant de capituler malgré les ouvertures d'Amr ibn al-As, et après avoir réalisé qu'aucune force de secours romaine n'était en route, Bilbéis s'est finalement rendue,.

## Conséquences
Cette reddition aura coûté aux Romains non seulement une précieuse forteresse, mais également quelque 4 000 hommes, dont 1 000 tués (dont Aretion) et 3 000 faits prisonniers.
La conquête de l'Égypte par Amr ibn al-As continuera avec le siège de la grande forteresse de Babylone